# Сухі Водоспади

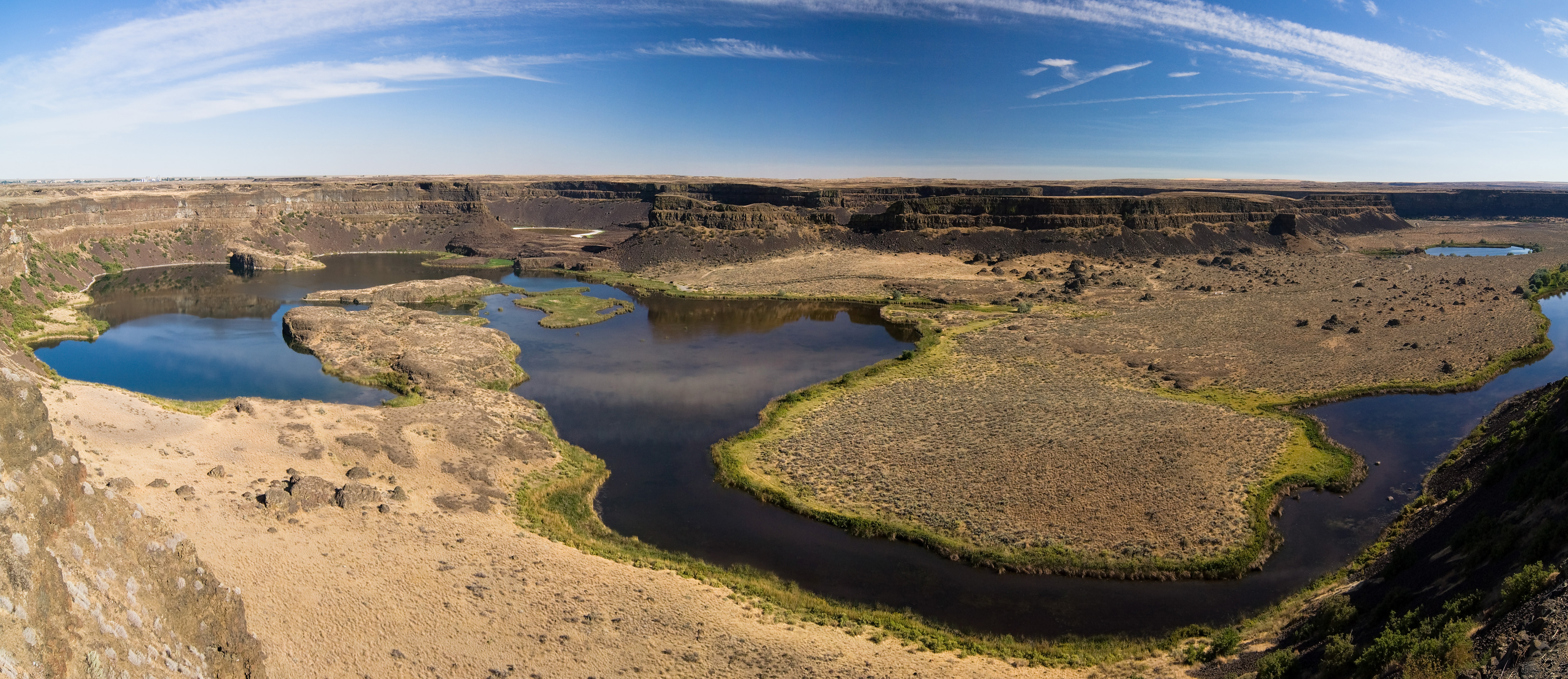
Сухі Водоспади

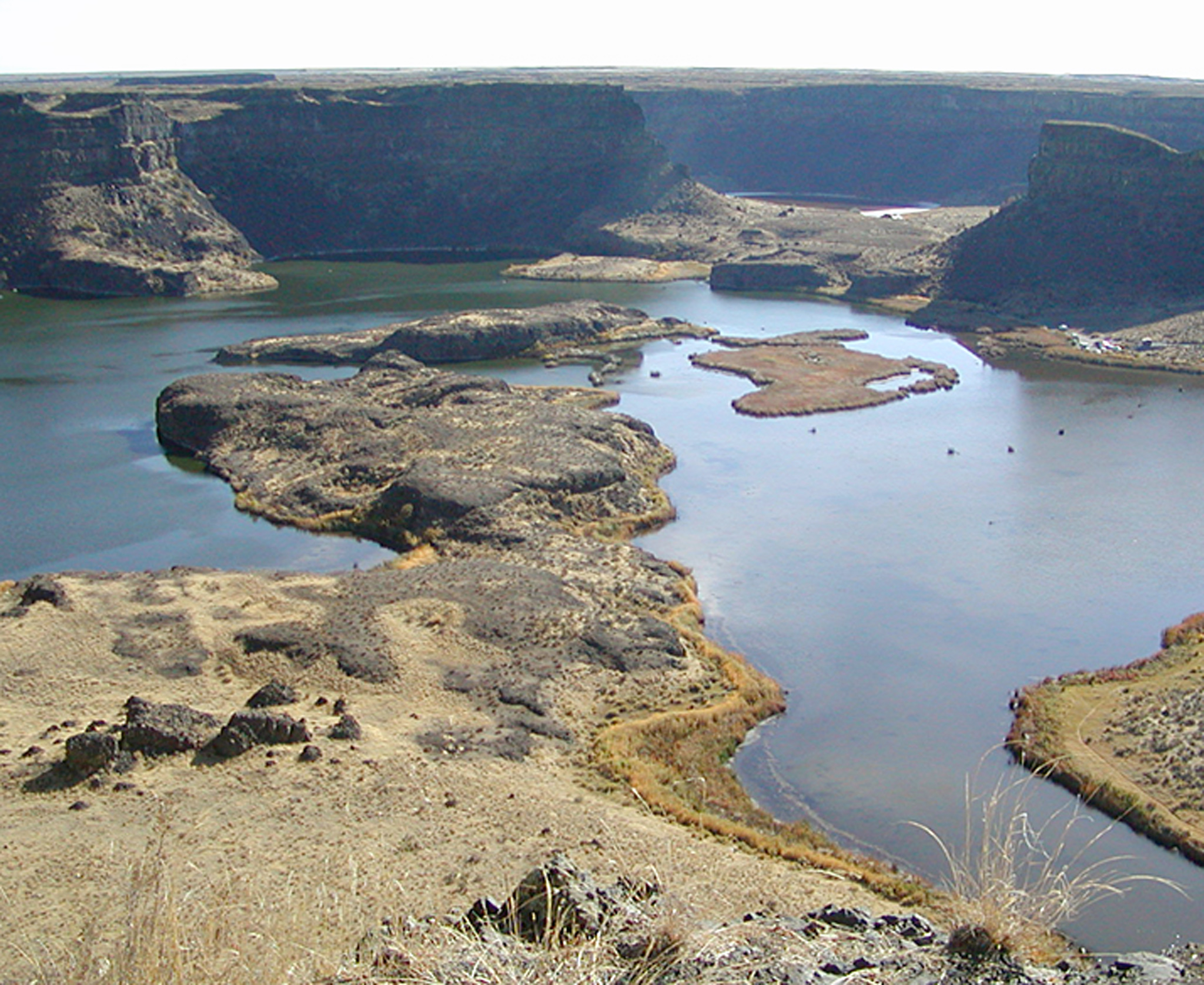
Сухі Водоспади

Сухі Водоспади — велика прірва, розташована в центральному Вашингтоні, заввишки — 100 м і завдовжки — 5,6 км. Як і передбачає назва, води в цьому регіоні замало, проте історично це був найбільший водоспад з існуючих на землі. Він був у п'ять разів ширше Ніагарського водоспаду і більш ніж у 2 рази вище за нього. Вчені припускають, що під час останнього льодовикового періоду катастрофічна повінь зі швидкістю в 65 миль на годину пронеслася через Верхній Гранд-Кулі, створивши цей каньйон. Потік водоспаду в той час був у десять разів потужніше загального водоскиду всіх річок у світі.
Майже двадцять тисяч років тому, коли льодовики рухалися на південь через Північну Америку, льодовиковий щит створив греблю на річці Кларк-Форк під Сендпойнтом, Айдахо. Була затоплена велика частина західної Монтани, формуючи велетенське озеро Міссула.
Озеро, що мало площу три тисячі квадратних миль у північно-західній Монтані, виявилося перекритим цією крижаною греблею. Зрештою, через зростання рівня води в озері Міссула вода прорвалася через крижану греблю, викликавши катастрофічну повінь, що накрила Гранд-Кулі.
Періодичні прориви крижаної греблі були причиною катастрофічних Міссульських повеней, які затоплювали східну частину сучасного штату Вашингтон і далі, вниз по каньйону річки Колумбія, близько 40 разів за 2000 років. Ці масштабні повені винесли в цілому близько 210 км³ лесу і осадового матеріалу з Ченнелд Скебленд і транспортували його вниз за течією.
Через водну ерозію прірва відступила на цілих 15 миль до її нинішнього становища.
Після того як льодовиковий щит розтанув, річка повернулася до свого річища, залишаючи Гранд-Кулі та водоспади сухими. Сьогодні цей великий стрімчак можна розглянути, відвідавши спеціальний Туристичний Центр, частину Національного парку Сан Лейк.

## Ресурси Інтернету
- National Park Service online book about ice age floods and the Dry Falls [Архівовано 11 червня 2015 у Wayback Machine.]